# エルナン・トレド
エルナン・ダリオ・トレド（Hernán Darío Toledo, 1996年1月17日 - ）は、アルゼンチン・サンタフェ州サストレ出身のサッカー選手。アルヘンティノス・ジュニアーズ所属。ポジションはミッドフィールダー、フォワード。

## 経歴

### クラブ

#### CAベレス・サルスフィエルド
アルゼンチンの西ブエノスアイレスを本拠地とするCAベレス・サルスフィエルドでユース時代を過ごす。2015年9月19日に対エストゥディアンテス・デ・ラ・プラタ戦にて、19歳でアルゼンチンの一部リーグであるプリメーラ・ディビシオン及びプロデビューを果たす。

#### フィオレンティーナ
2016年7月17日に、買取オプション付きの2年間のローンにてイタリア・セリエA所属のACFフィオレンティーナに移籍することが、同クラブ公式サイトにより発表された。保有権はサッカー選手のマネジメント会社であるステラーグループによりウルグアイの2部リーグに所属のデポルティーボ・マルドナドに移されており、フィオレンティーナは形式上は同クラブからローンで保有する形になっている。

## エピソード
- フィオレンティーナの入団会見では、同郷のウィンガーであるアンヘル・ディ・マリアと比較した記者の質問に対し「比較されるだけでも嬉しいし、感謝したい」と答えている[3]。

## 所属クラブ
- CAベレス・サルスフィエルド 2015-2016
- デポルティーボ・マルドナド 2016-

→ ACFフィオレンティーナ 2016-2017 (loan)
→ CAラヌース 2017 (loan)
→ UDラス・パルマス 2017-2018 (loan)
→ AAアルヘンティノス・ジュニアーズ 2018- (loan)